# Fernando José
Fernando José Floręncio Salvador (ur. ?) – piłkarz brazylijski, występujący podczas kariery na pozycji pomocnika.

## Kariera klubowa
Podczas piłkarskiej kariery Fernando José występował w klubie Náutico Recife. Z Náutico zdobył wicemistrzostwo stanu Pernambuco – Campeonato Pernambucano w 1959 roku.

## Kariera reprezentacyjna
W 1959 roku Fernando José był członkiem reprezentacji Brazylii na drugi turniej Copa América 1959 w Ekwadorze, na którym Brazylia zajęła trzecie miejsce. Nigdy nie wystąpił w reprezentacji Brazylii.